# Machimus inhonestus
Machimus inhonestus är en tvåvingeart som först beskrevs av Pavel Lehr 1972.  Machimus inhonestus ingår i släktet Machimus och familjen rovflugor. Inga underarter finns listade i Catalogue of Life.